# Josef Letošník
Josef Letošník (4. ledna 1939 Hradec Králové – 28. listopadu 2020) byl český sportovec, trenér a také předseda a čestný předseda Českého svazu juda. Zasloužil se o rozvoj juda v Jičíně.

## Mládí a první setkání s judem
Josef Letošník se narodil 4. ledna 1939 v Hradci Králové. Vyrostl v učitelské rodině ve vesnici Dohalice a jeho první kroky vedly především ke sportu. Josef se postupně zasvětil fotbalu, hokeji, volejbalu a samozřejmě navštěvoval i cvičení Sokola. Důležitým mezníkem v jeho sportovní kariéře byl příchod do města Jičín, kde v roce 1953 začal docházet na Vyšší průmyslovou školu elektrotechnickou. Zde se setkal se zakladatelem juda v Jičíně panem Jaroslavem Bouškou a stal se novým členem rozvíjejícího se klubu. Patřil mezi opory týmu a v roce 1956 dokonce získal i titul Mistra republiky. Během studií na střední škole se seznámil se svou manželkou Věrou.
Po příchodu z vojny zamířily první kroky Josefa Letošníka mezi jičínské judisty, což lze považovat za druhý významný zlom v jeho sportovní kariéře. Tehdejší situace v klubu nebyla růžová, klub byl před rozpadnutím. Letošník rozpad nemohl připustil, v té době byl sport již neodmyslitelnou součástí jeho života. Částečně opustil tatami jako závodník a začal pracovat jako trenér a zároveň jako funkcionář. Definitivní konec jeho závodnické kariéry uspíšilo jeho zvolení na post předsedy klubu, což bylo význačným počinem v historii jičínského juda. Situace v klubu se stabilizovala.

## Významná osobnost jičínského juda
O tom, že byl Letošník výborným trenérem nebylo pochyb. Za relativně krátkou dobu dokázal vychovat řadu výborných judistů, kteří se svému trenérovi odvděčili zisky medailí v mládežnických a později i v seniorských kategoriích. Od roku 1966 získávali mistrovské tituly jičínští judisté jako na běžícím pásu a jména jako Řezníček, Hubálovský, Popelák, Elis či později Chynoranský, Vyčítal a také syn Milan, byly pojmy nejenom v českém judu, ale i v evropském měřítku. Rukopis pevné ruky Pepy Letošníka coby trenéra a předsedy oddílu byl patrný na každém kroku. Byl to právě on, kdo dokázal vzbudit zájem o judo v Jičíně mezi fanoušky, ale také se „zapříčinil“ o historicky první televizní přímý přenos ze sportovní akce v Jičíně v roce 1972. Letošník si dokázal vychovat řadu kvalitních následovníků, kterými se obklopil a společně pak vedli oddíl juda vpřed. Svou pracovní pílí dokázal jít svým svěřencům příkladem.
Úspěchy jeho práce nezůstaly bez povšimnutí. I svazoví pracovníci rozpoznali kvality jičínského předsedy klubu a netrvalo dlouho a přišly nabídky dalších funkcí. Brzy pracoval jako předseda TMK Východočeského krajského výboru judo a následně i jako předseda KRK Českého svazu juda. Práce v hnutí judo ho zcela pohltila. Aby dokázal stačit konkurenci a přinášel neustále nové tréninkové prvky do své práce, absolvoval Trenérskou školu při FTVS UK. S  nejvyšší trenérskou licencí měl na starosti RD dorostenců. Těmto mladým adeptům předával své již velmi bohaté zkušenosti. Další významnou funkcí, ze které přímo ovlivňoval dění v judistické hnutí bylo jeho zvolení do funkce předsedy Komise vrcholového juda v r. 1978. To byla zlatá léta československého juda, reprezentanti naší republiky získali nejeden vavřín na různých závodech včetně Mistrovství světa a Evropy. Jeho aktivity neustále narůstaly, svoji činností propagoval nejenom dobré jméno československého juda, ale díky němu se do povědomí judistického světa dostalo i město Jičín samotné. Na velké ceně Jičína si dávali dostaveníčko pravidelně nejlepší judisté světa a šířili poté příznivé reference o Jičínu po celém světě.

## Předsednictví Českému svazu judo
Jeho práce přinášela ovoce i v jeho dalších rolích – ve funkci ústředního trenéra juda řídil celou závodní činnost tohoto sportu. Další příležitost ukázat své řídící schopnosti dostal na postu ředitele Českého svazu juda (ČSJu). Tato práce ho zcela pohltila, judu věnoval všechen svůj čas. V roce 1993 se vrátil do Jičína jako vedoucí trenér TSM a opětovně dokázal své kvality při výchově dalších úspěšných jičínských judistů. Jeho bohaté organizační zkušenosti umožnily, že se jičínský klub mohl osamostatnit a postavil se na vlastní nohy pod názvem Judo Club Jičín (1. 2. 1994), později jako SKP Judo Jičín. Schopnosti, kterými dokázal vést nejenom jičínské judistické hnutí, dokázal zúročit ve funkci sportovního ředitele a místopředsedy ČSJu a po tragickém skonu tehdejšího předsedy ČSJu byl pro své schopnosti zákonitě zvolen do čela ČSJu jako předseda. V této roli se Josef Letošník osvědčil, dokázal svým vlivem propagovat rozvoj juda, a proto byl v roce 1999 v této pozici opětovně potvrzen na další volební období. Tento post zastával do roku 2007 a poté se stal čestným předsedou ČSJu.
Judistické hnutí na svého úspěšného člena nezapomnělo. Josef Letošník získal řadu vyznamenání, děkovných dopisů a ocenění. Z té nepřeberné řady si nejvíce vážil titulů Čestný trenér a Zasloužilý trenér a zlatých plaket Evropské unie judo a Českého svazu judo. Vedle toho pak i ocenění MÚ Jičín za celoživotní zásluhy o sport. Na 52. ročníku Velké ceny Jičína dne 25. 5. 2019 mu byl udělen řád Evropská unie judo, který mu předal místopředseda EUJ Michal Vachun. Ocenění dostal i od předsedy Světové federace judo. Při přebírání těchto ocenění nikdy nezapomněl poděkovat své manželce Věře, bez jejíž podpory a tolerance by ceny nikdy nepřebral.
Vážil si upřímných lidí a cenil spolupráce s čestnými lidmi. Vždyť také on vedl své svěřence ke slušnosti, skromnosti, píli a čestnosti a určitě se mu tento počin podařil vrchovatě, a to nejenom v Jičíně. I v dobách těžkých se nebál veřejně prezentovat své názory. Až do prosince 2017 vykonával funkci předsedy klubu judo. Byl čestným předsedou Českého svazu judo a také čestným předsedou SKP JUDO Jičín.
Ačkoliv byl pro Josefa Letošníka životním posláním sport a zabíral velkou část jeho dnů, nežil pouze judem. S manželkou Věrou společně vychovali své tři syny, Petra, Milana a Romana. Ztrátu nejstaršího Petra v roce 2001 nesli velmi těžce. Rodina a její sdružování bylo pro Letošníka vším. Kdykoli mu to jeho sportovní kalendář umožnil, brával si vnuky a vnučky na výlety a trávil s nimi svátky. Byl také hlavním iniciátorem rodinných setkání ve Světí u Hradce Králové, díky kterým se každoročně sešla rodina ze širokého okolí.